# Christian Friedrich Freyer
Pour les articles homonymes, voir Freyer.
Christian Friedrich Freyer est un entomologiste amateur bavarois, né le 25 août 1794 à Wassertrüdingen et mort le 10 novembre 1885 à Augsbourg. Il figure parmi les entomologistes spécialistes des papillons les plus connus et ses ouvrages sont des œuvres majeures.

## Biographie
Il s'intéresse aux papillons dès son enfance. En 1820 il obtient un emploi de fonctionnaire à Augsbourg. Il occupe tous ses moments de liberté à l'étude des papillons. Devenu conservateur d'entomologie il est chargé de la collection de la Naturhistorischen fondée à Augsbourg en 1846 (et devenue Naturwissenschaftlichen de Souabe)
Freyer étudie particulièrement les papillons, ceux autour d'Augsbourg et ceux de tout un réseau international d'entomologistes. Il est l’auteur de nombreuses espèces. Ses collections sont conservées au Muséum de Francfort-sur-le-Main.

## Liste partielle des publications
- 1829 : Beitrage zur Geschichte europaischer Schmetterlinge mit Abbildungen nach der Natur. Rieger. Nurberg. 166 p., 48 pls.
- 1833- 1858: Neuere Beiträge zur Schmetterlingskunde mit Abbildungen nach der Natur.
- 1839: Die schädlichsten Schmetterlinge Deutschlands für Forstmänner, Lehrer, Oekonomen, Gartenbesitzer und Volksschulen.
- Die Falter der Merian. Systematisch bestimmt und erläutert und mit Anmerkungen versehen von C. F. Freyer in Augsburg.
- 1858: Die Falter in der Umgebung des kgl. Lustschlosses Hohenschwangau.
- 1860: Die Falter um Augsburg.

Dans Neuere Beiträge zur Schmetterlingskunde mit Abbildungen nach der Natur il représente par des gravures en couleur les stades de chenille (avec sa plante-hôte), chrysalide et imago.

## Espèces décrites
- Apatura metis Freyer, 1829
- Aricia anteros (Freyer, 1839)
- Condica viscosa (en) (Freyer, 1831)
- Cucullia campanulae (sv) Freyer, 1831
- Cyaniris bellis (Freyer, 1845)
- Dysauxes famula (en) (Freyer, 1836)
- Erebia eriphyle (Freyer, 1836)
- Erebia styx (Freyer, 1834)
- Eriogaster arbusculae (Freyer, 1849)
- Euchloe penia (Freyer, 1851)
- Eupithecia extensaria (en) (Freyer, 1844)
- Euxoa hilaris (en) (Freyer, 1838)
- Hipparchia fatua (Freyer, 1840)
- Kretania psylorita (Freyer, 1845)
- Lygephila lubrica (en) (Freyer, 1842)
- Melanthia alaudaria (en) (Freyer, 1846)
- Melitaea arduinna (Freyer, 1836)
- Melitaea asteria (Freyer, 1828)
- Platyperigea kadenii (en) (Freyer, 1836)
- Platyperigea terrea (sv) (Freyer, 1840)
- Polyommatus ripartii (Freyer, 1830)
- Synansphecia triannuliformis (en) (Freyer, 1845)
- Tarucus balkanicus (Freyer, 1845)

## Espèces dédiées
- Azuré de Freyer (Freyeria trochylus)
- Marbré de Freyer (Euchloe simplonia)